# ليس سيدريس (كيبك)
ليس سيدريس (بالإنجليزية: Les Cèdres, Quebec)‏ هي بلدية محلية في كيبيك تقع في كندا في Vaudreuil-Soulanges Regional County Municipality. يقدر عدد سكانها بـ 6,079 نسمة ومساحتها 88.50 كم2 .